# Dry-Blend
Als Dry-Blend oder Dry Blend (Trockenmischung) wird ein Gemisch eines Kunststoff-Pulvers mit Zuschlagstoffen, Weichmachern oder anderen Additiven bezeichnet. Die Bezeichnung ist vor allem bei der Verarbeitung von Polyvinylchlorid (PVC) üblich.
Während der Herstellung eines Dry-Blends bleibt die Temperatur unterhalb der Erweichungstemperatur des Kunststoffpulvers. Die Mischung bleibt dadurch rieselfähig und kann zu geringeren Kosten erzeugt werden als bei Verfahren, die mit einer Schmelze arbeiten, etwa die Extrusion. Da die Homogenisierung im Mischer unter starker Scherung abläuft, wird häufig ein Kühlschritt nachgeschaltet.
Bei Pulverlacken, die ebenso wie Kunststoffe als Festkörper vorliegen, werden über das gleichnamige Herstellverfahren produzierte Effektlacke als Dry-Blends bezeichnet. Bei diesen werden Effektpigmente zum fertigen Lack zugegeben und ebenfalls trocken gemischt. Gelegentlich werden auch Mischungen zweier Pulverlacke zur Erzielung einer matten Oberfläche verwendet, die dann ebenfalls als Dry-Blend bezeichnet werden.